# Косина (гміна)
Ґміна Косіна (пол. Gmina Kosina) — колишня (1934—1939 рр.) сільська ґміна Ланьцутського повіту Львівського воєводства Польської республіки (1918—1939) рр. Центром ґміни було село Косіна.

1 серпня 1934 р. було створено об'єднану сільську ґміну Косіна в Ланьцутському повіті. До неї увійшли сільські громади: Бялобжеґі, Буди Ланьцуцкє, Дембіна, Ґлухув, Корняктув, Косіна, Роґужно.